# 마블가재
프로캄바루스 위르기날리스(Marmorkrebs, 학명 Procambarus virginalis) 또는 대리석가재, 마블가재는 1990년대 독일에서 처음 발견되어 2010년 품종이 학계에 발표된 처녀생식을 하는 민물 가재이다. 모든 개체는 암컷이고, 처녀생식으로 번식하는 유일한 십각목의 동물이다. 품종 이름 virginalis은 '처녀'를 뜻한다. 대리석 무늬가 눈에 띄어 'Marmor(대리석) + krebs(갑각류)'라는 이름이 붙여졌다. 애완동물로서 미스터리가재라는 표기를 사용하기도 하나 많이 사용하지는 않는다. 수족관 등에서 애완용으로 많이 판매되고 있지만 독일, 이탈리아, 네덜란드, 마다가스카르, 일본 등지에서는 그로 인하여 심각한 외래 침입종이 되었다. 대한민국에서는 생태계 교란을 염려해 2015년 위해우려종으로 지정되었다. 과거에는 원종인 진창가재의 아종으로 분류되었으나, 지금은 별개 종으로 분류되고 있다.
마블가재는 성별이 암컷만있으며 특징은 집게 쪽이 하늘색이고 몸통에는 점 무늬가 있다.